# Plaque d'immatriculation macédonienne

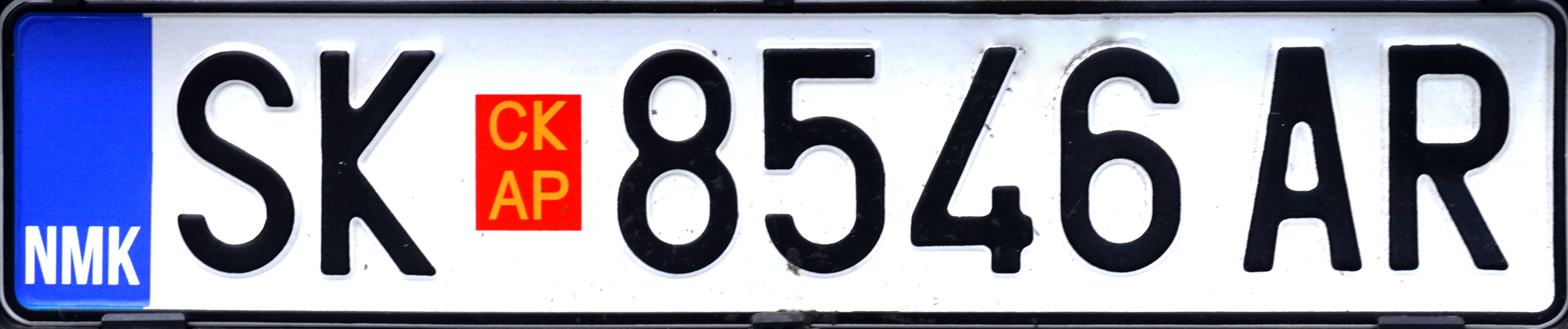
Plaque d'immatriculation de Skopje, modèle mis en service en février 2012.

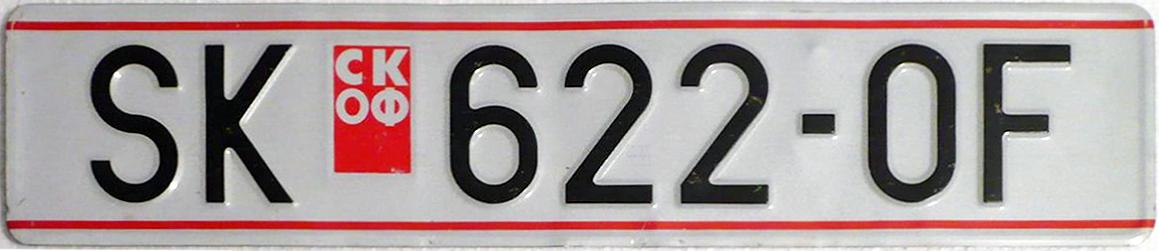
Plaque d'immatriculation de Skopje, modèle mis en circulation en 1993, encore en vigueur pour les véhicules immatriculés avant 2012.

La plaque d'immatriculation macédonienne est l'un des éléments du dispositif permettant l'identification d'un véhicule du parc automobile macédonien. Elle est composée d'un code régional à deux lettres, de quatre chiffres suivis de deux lettres (par exemple,  SK S 2345 MK). Dans le cartouche rouge, les lettres utilisées sont retranscrites en cyrillique, seul alphabet officiel du pays. Sur le côté gauche figure une bande bleue portant l'indicatif international du pays NMK.
Le code régional reprend deux lettres du nom de la commune dans laquelle le véhicule est enregistré. Toutefois, seules les communes les plus peuplées possèdent leur code, celui-ci est donc souvent partagé avec des communes voisines plus petites.

## Historique
En 2008, un nouveau modèle de plaques est adopté et de nouveaux codes régionaux doivent être ajoutés. Ce changement est alors motivé par le besoin de combinaisons de chiffres plus larges et pour correspondre aux normes de l'Union européenne. 
La mise en vigueur du nouveau système est toutefois reportée à février 2012. Le nouveau modèle reprend largement les caractéristiques de l'ancien, avec notamment le même cartouche rouge. À cette occasion, sept communes sont dotées de codes propres. En 2013, sept autres communes sont elles aussi pourvues de codes, portant le nombre de codes régionaux à 24. Ce nombre passe à 31 en 2015, à 33 en 2019, avant de s'établir à 34 depuis 2020. 
Le changement de système se fait progressivement, puisque les anciennes plaques restent valables sur les véhicules immatriculés avant 2012.

## Codes régionaux

Carte des codes régionaux en vigueur depuis 2020.

Carte des codes régionaux en usage de 2019 à 2020.

Carte des codes régionaux en usage de 2015 à 2019.

Carte des codes régionaux en usage de 2013 à 2015.

Carte des codes régionaux en usage de 2012 à 2013.

Carte des codes régionaux en usage de 1993 à 2011.

| Code | Région              | Communes couvertes par le code                                                        | Exemple |
| ---- | ------------------- | ------------------------------------------------------------------------------------- | ------- |
| BE   | Berovo              | Berovo                                                                                |         |
| BT   | Bitola              | Bitola, Mogila, Novaci                                                                |         |
| DB   | Debar               | Debar, Centar Župa                                                                    |         |
| DE   | Delčevo             | Delčevo                                                                               |         |
| DH   | Demir Hisar         | Demir Hisar                                                                           |         |
| DK   | Demir Kapija        | Demir Kapija                                                                          |         |
| GE   | Gevgelija           | Gevgelija, Bogdanci, Dojran                                                           |         |
| GV   | Gostivar            | Gostivar, Vrapčište, Mavrovo i Rostuše                                                |         |
| KA   | Kavadarci           | Kavadarci, Rosoman                                                                    |         |
| KI   | Kičevo              | Kičevo                                                                                |         |
| KO   | Kočani              | Kočani, Zrnovci, Češinovo-Obleševo                                                    |         |
| KR   | Kratovo             | Kratovo                                                                               |         |
| KP   | Kriva Palanka       | Kriva Palanka, Rankovce                                                               |         |
| KS   | Kruševo             | Kruševo                                                                               |         |
| KU   | Kumanovo            | Kumanovo, Lipkovo, Staro Nagoričane                                                   |         |
| MB   | Makedonski Brod     | Makedonski Brod, Plasnica                                                             |         |
| MK   | Makedonska Kamenica | Makedonska Kamenica                                                                   |         |
| NE   | Negotino            | Negotino                                                                              |         |
| OH   | Ohrid               | Ohrid, Debrca                                                                         |         |
| PE   | Pehčevo             | Pehčevo                                                                               |         |
| PP   | Prilep              | Prilep, Dolneni, Krivogaštani                                                         |         |
| PS   | Probištip           | Probištip                                                                             |         |
| RA   | Radoviš             | Radoviš, Konče                                                                        |         |
| RE   | Resen               | Resen                                                                                 |         |
| SK   | Skopje              | Skopje, Aračinovo, Zelenikovo, Ilinden, Petrovec, Sopište, Studeničani, Čučer-Sandevo |         |
| SN   | Sveti Nikole        | Sveti Nikole, Lozovo                                                                  |         |
| SU   | Struga              | Struga                                                                                |         |
| SR   | Strumica            | Strumica, Bosilovo, Vasilevo, Novo Selo                                               |         |
| ST   | Štip                | Štip, Karbinci                                                                        |         |
| TE   | Tetovo              | Tetovo, Bogovinje, Brvenica, Želino, Jegunovce, Tearce                                |         |
| VA   | Valandovo           | Valandovo                                                                             |         |
| VE   | Veles               | Veles, Gradsko, Čaška                                                                 |         |
| VI   | Vinitsa             | Vinica                                                                                |         |
| VV   | Vevtchani           | Vevčani                                                                               |         |

### Code obsolète
| Code | Localisation | Notes                                                                                                 |
| ---- | ------------ | --- |
| TV   | Titov Veles  | Remplacé par VE (Veles) lorsque cette ville retrouva son nom d'origine à la fin du régime communiste. |

## Conflit avec la Grèce

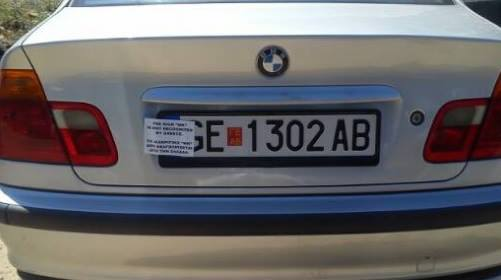
Une plaque sur laquelle les douaniers grecs ont apposé un autocollant « Reconnu par la Grèce en tant que FYROM » sur le code pays MK.

La Macédoine du Nord entretient à partir de son indépendance un conflit avec la Grèce à propos de son nom jusqu'à l'accord de Prespa en juin 2018. Tandis que les plaques d'avant 2012 ne figuraient pas le code du pays, MK, il est présent sur le nouveau modèle. Les autorités grecques ont donc décidé de le recouvrir avec un autocollant sur toutes les voitures immatriculées après 2012 qui traversent la frontière grecque. Cet autocollant affiche « Reconnu par la Grèce en tant que FYROM » en grec et en anglais.
L'accord de Prespa, signé en juin 2018, règle le conflit autour du nom du pays avec l'adoption de la dénomination de « Macédoine du Nord » comme nom officiel du pays. Celui est ratifiée par les parlements grecs et macédoniens en janvier 2019 et il est entré en vigueur en février 2019. Dans le cadre de cet accord, la Macédoine du Nord doit abandonner le code pays MK sur ces plaques d'immatriculation au profit du nouveau code NMK.

## Galerie

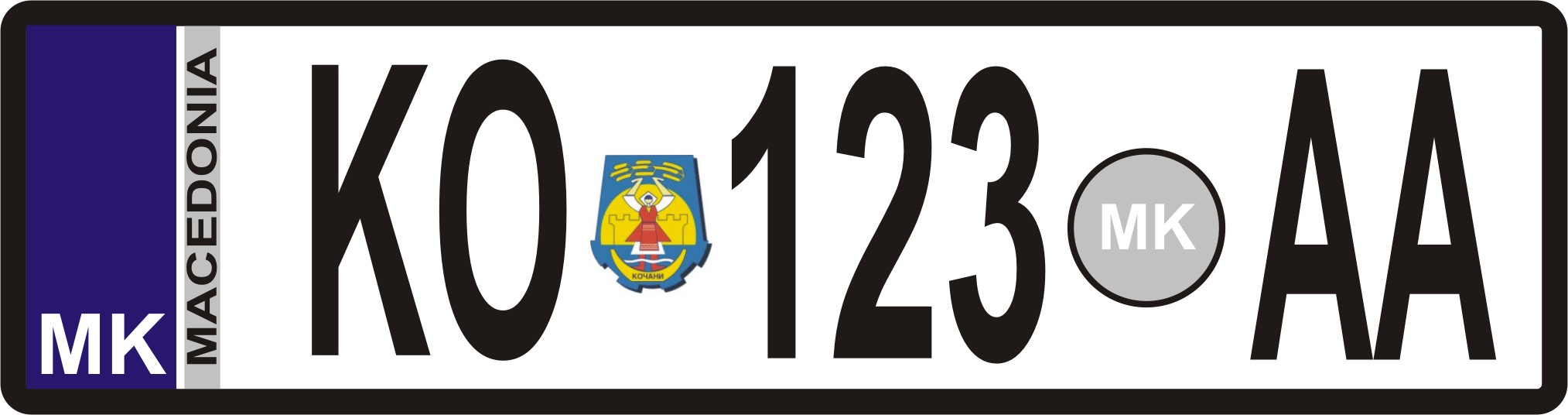
Prototype de 2008, abandonné, avec le code de Kočani.
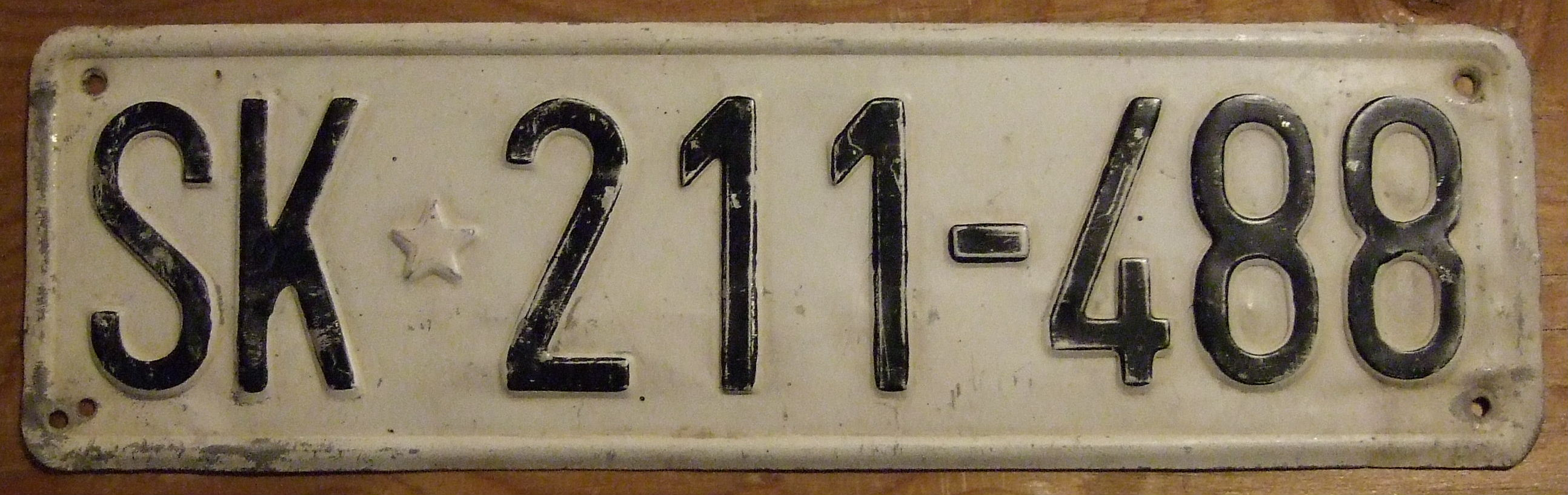
Plaque de Skopje en usage à l'époque yougoslave (l'étoile rouge a été repeinte en blanc).
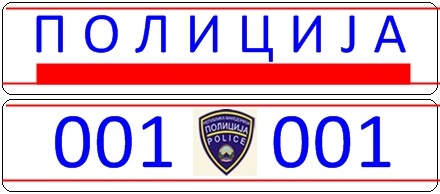
Plaque utilisée par la police.
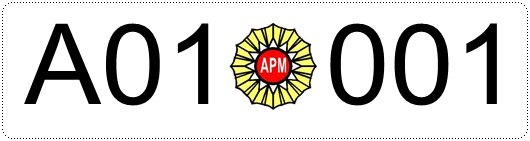
Plaque utilisée par l'Armée de la république de Macédoine du Nord.
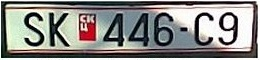
Plaque ancien modèle destinée aux résidents étrangers.
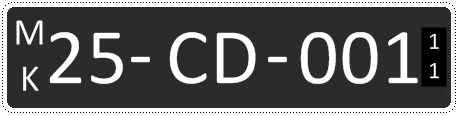
Plaque diplomatique (utilisée par les États-Unis).
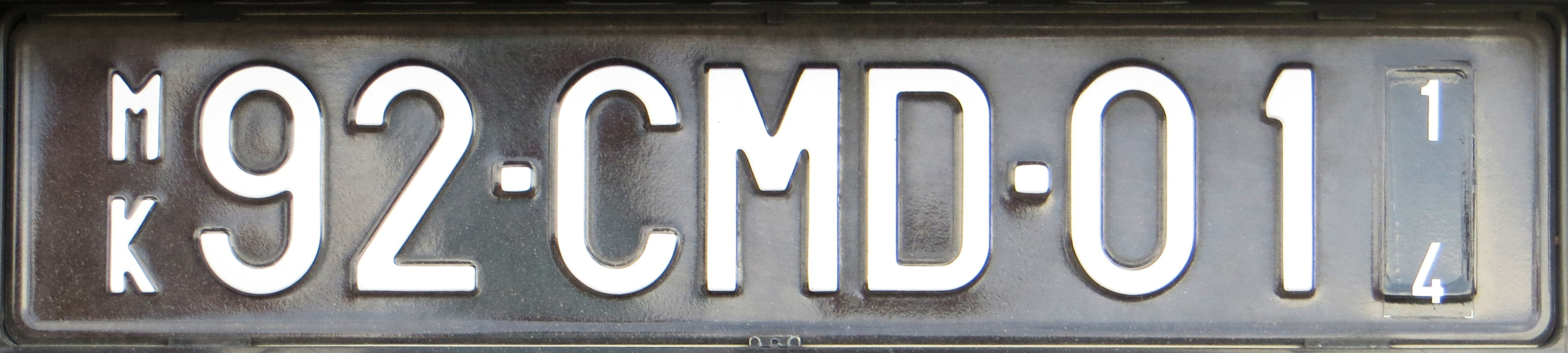